# Carlos Marichal Salinas
Carlos Marichal Salinas (Maryland, 10 de marzo de 1948) es un historiador mexicano. Se ha especializado en la historia económica de Latinoamérica, particularmente en la historia financiera del siglo XVIII. Es nieto del poeta español Pedro Salinas.

## Estudios y docencia
Realizó sus estudios profesionales en la Universidad de Harvard, fue discípulo de John Womack Jr., obtuvo un doctorado con la tesis British and French investments in Argentina, 1880-1940.
De 1979 a 1989 fue profesor titular en la Universidad Autónoma Metropolitana Unidad Iztapalapa. Desde 1989 es profesor e investigador en el Centro de Estudios Históricos de El Colegio de México. Ha sido profesor visitante en la Universidad Stanford en Palo Alto, en la Universidad Carlos III de Madrid, en la École des Hautes Études en Sciences Sociales en París y en la Universidad Autónoma de Barcelona.

## Investigador y académico
Fue cofundador y presidente de la Asociación Mexicana de Historia Económica. Es investigador emérito del Sistema Nacional de Investigadores. Sus investigaciones se han centrado en la historia económica de América Latina, particularmente durante la época de los siglos XVIII y XIX, la banca, el crédito, las finanzas y la quiebra del Imperio español.

## Obras publicadas
Es autor de más de cincuenta artículos de difusión. Ha escrito capítulos para libros y libros completos de forma individual. Por otra parte, ha sido editor de más de veinte libros. Entre algunos de sus títulos se encuentran:
- Spain, A New Society, 1834-1844, en 1977.
- Banca y poder en México, 1800-1925, en 1986.
- La Revolución Liberal y los primeros partidos políticos en España, 1834-1844, en 1989.
- Historia de la deuda externa en América Latina, en 1989.
- A Century of Debt Crises in Latin America: From Independence to the Great Depression, 1820-1930, en 1989.
- El primer siglo de la hacienda pública del Estado de México, 1824-1923, coautor, en 1994.
- La bancarrota del virreinato: 1780-1810: la Nueva España y las finanzas del imperio español, en 1999.
- De colonia a nación: la transición fiscal en México, 1750-1860, coeditor, en 2001.
- Crónica gráfica de los impuestos en México, siglos XVI-XX, editor, en 2003.
- Guía de memorias de la hacienda pública, 1820-1910, editor, en 2004.
- Construcción de identidades latinoamericanas: Ensayos de historia intelectual, siglos XIX y XX, editor, en 2004.
- From Silver to Cocaine: Latin American Commodity Chains and the Building of the World Economy, 1500-2000, coeditor, en 2006.
- Bankruptcy of Empire: Mexican Silver and the Wars between Spain, Britain and France, 1760-1810, en 2007.
- “El monopolio del tabaco como compañía imperial, 1750-1810” en El tabaco en la historia económica, en 2007.
- “The Finances of Hegemony in Latin America: Debt Negotiations and the Role of the United States Government, 1945-2005” en Empire and Resistance in the Americas, en 2007.
- Crear la Nación. Los nombres de los países de América Latina, coautor, en 2008.
- Latinoamérica y España, 1800-1850. Un crecimiento económico nada excepcional, coeditor, en 2009.
- Nueva historia de las grandes crisis financieras: una perspectiva global, 1873-2008, en 2010.
- Grandes empresas y grupos empresariales en México en el siglo XX, coeditor, en 2010.
- Pensar el antiimperialismo: ensayos de historia intelectual latinoamericana, 1900-1930, coautor, en 2012.
- Historia mínima de la deuda externa de Latinoamérica, 1820-2010, en 2014.
- Iberoamérica y España antes de las independencias, 1700-1820: crecimiento, reformas y crisis, coeditor, en 2015.
- Nova História das Grandes Crises Financeiras: Uma perspectiva global, 1873-2008, en 2016.
- Criar a Nação. História dos nomes dos países da América Latina, coautor, en 2017.
- De la Plata a la Cocaína: Cinco Siglos de Historia Económica de América Latina, coeditor, en 2017.
- Orígenes de la globalización bancaria. Experiencias de España y América Latina, coeditor, en 2017.
- Historia bancaria y monetaria de América Latina (siglos XIX y XX): Nuevas perspectivas, coeditor, en 2017.
- El nacimiento de la banca en América Latina. Finanzas y política en el siglo XIX, México, El Colegio de México, 2021.
- Historia mínima de la globalización moderna y contemporánea, Mexico, El Colegio de México, 2024.
- Colours, Commodities and the Birth of Globalization. A History of the Natural Dyes of the Americas, 1500-2000, Bloomsbury Publishing, 2024.

## Premios y distinciones
- Beca Guggenheim por la John Simon Guggenheim Memorial Foundation en 1993-1994.
- Tinker Fellowship como profesor visitante de la Universidad Stanford en 1998-1999.
- Premio “Alice Hanson Jones” otorgado por la Economic History Association en 2008.
- Premio “Jaume Vicens Vives” otorgado por la Asociación Española de Historia Económica en 2009.
- Premio Nacional de Ciencias y Artes en el área de Historia, Ciencias Sociales y Filosofía por la Secretaría de Educación Pública en 2012.[3]
- Profesor-Investigador Emérito de El Colegio de México, abril de 2019.[2]